# Wanaka
Wanaka is een stadje op het Zuidereiland
van Nieuw-Zeeland met 8.890 inwoners in 2018. De stad ligt aan het meer met dezelfde naam.
Rond 1850 verschenen de eerste blanke immigranten in dit gebied, en schapenfokkers begonnen rond 1900 met hun bedrijf.
Het stadje is een van de snelst groeiende plaatsen van het land; de bevolking groeide van circa 2.600 in 1996, naar 5.040 in 2006, 6.471 in 2013 en 8.890 in 2018. Het is een goed centrum voor een skivakantie in de Nieuw-Zeelandse winter.